# Typhonia picea
Typhonia picea is een vlinder uit de familie zakjesdragers (Psychidae). De wetenschappelijke naam van deze soort is, als Melasina picea, voor het eerst geldig gepubliceerd in 1917 door Edward Meyrick. De combinatie in Typhonia werd gemaakt in 2002 door Vári.

## Type
- syntypes: 3 exemplaren
- instituut: TMSA, Pretoria (Zuid-Afrika)
- typelocatie: "South Africa, Clan Syndicate"